# Óscar Cortés
Óscar Fernando Cortés (Bogota, 19 oktober 1968) is een voormalig profvoetballer uit Colombia. Hij speelde als verdediger.

## Clubcarrière
Cortés begon zijn profcarrière in 1990 bij Millonarios en bleef die club, op een korte periode na (Deportivo Cali), trouw tot zijn afscheid in 2003.

## Interlandcarrière
Cortés speelde drie officiële interlands voor Colombia in de periode 1993-1994. Onder leiding van bondscoach Francisco Maturana maakte hij zijn debuut op 31 maart 1993 in het vriendschappelijke duel tegen Costa Rica, dat Colombia met 4-1 won. Het duel was tevens het debuut van Óscar Córdoba, José María Pazo en Harold Lozano. Cortés nam met Colombia onder meer deel aan het WK voetbal 1994 in de Verenigde Staten.

## Erelijst
Millonarios
- Copa Merconorte

2001